# Bandera del departamento de Santa Cruz
La bandera del departamento de Santa Cruz fue creada en 1864, en una reunión nacional de los prefectos de Bolivia se determinó que todos los departamentos del país debían crear sus emblemas departamentales. Correspondió a Tristán Roca, crear la bandera del departamento de Santa Cruz mediante Decreto Prefectural de fecha 24 de julio con los colores verde, blanco y verde. (Faltan referencias)
Las franjas de color verde representan a la riqueza vegetal y los bosques del departamento y la franja de color blanco a la nobleza de los habitantes del departamento.
La bandera departamental fue exhibida por primera vez durante un movimiento regional convocado por Roca, defendiendo la Constitución del país y desconociendo el golpe de Estado que realizó el general Mariano Melgarejo el 28 de diciembre de 1864.
La bandera tiene un gran parecido a la bandera de Andalucía (España), siendo oficialmente más antigua la de este departamento, aunque históricamente mucho más antigua la andaluza, que data del siglo XI.
En 2013 la bandera de la flor de patujú empezó a ser utilizada en el departamento de Santa Cruz en representación de los pueblos indígenas del oriente boliviano.

## Independencia de Bolivia
Durante la Guerra de la Independencia de Bolivia del Imperio español, el país se dividió entre patriotas y realistas.
En esta región del país los patriotas se identificaban por una bandera formada por dos franjas de color azul y blanco, mientras que los realistas se identificaban con una bandera igualmente de dos franjas cuyos colores eran amarillo y verde. Ambos bandos llevaban también brazaletes, en el brazo derecho, para distinguirse y diferenciarse
| |
| Bandera de la Republiqueta de Santa Cruz integrante de las Provincias Unidas del Sud llevada por los patriotas. |

|                                    |
| Bandera llevada por los realistas. |

## Bandera de la Flor de Patujú

La bandera de la Flor de Patujú, apareció durante las manifestaciones contra la construcción de una carretera en el Tipnis, entre el  2011 y 2012 surgió la idea de representar a los pueblos indígenas del oriente boliviano con la flor de patujú, y la bandera estuvo presente en aquellas manifestaciones sin embargo no contaba con representación oficial en actos públicos a nivel nacional y tampoco con un diseño único y especial.
El 28 de junio de 2013, la Asamblea Departamental de Santa Cruz aprobó una ley que declara la bandera de la Flor de Patujú como un símbolo departamental. La norma indica que el símbolo debía flamear en cada acto oficial que se realice en la región.

I. Se establece la Bandera de la Flor del Patujú como símbolo oficial del departamento de bolivia 
II. La “Bandera de la Flor de Patujú” será representada por una espada de la Flor de Patujú
sobre una tela blanca, con inclinación de cincuenta y cuatro (54) grados de izquierda a derecha,
como un símbolo que representa los habitantes, las culturas y riquezas del Departamento de
Santa Cruz.
Artículo 5, Ley Departamental de salud